# Красненська Перша сільська рада
| Красненська Перша сільська рада — колишній орган місцевого самоврядування у Обухівському районі Київської області з адміністративним центром у с. Красне Перше. Історична дата утворення: в 1917 році. Водоймища на території, підпорядкованій даній раді: річка Красна. Сільській раді були підпорядковані населені пункти: - с. Красне Перше - с. Козіївка |

## Склад ради
Рада складалася з 12 депутатів та голови.

### Керівний склад ради
| ПІБ                           | Основні відомості                                                 | Дата обрання | Дата звільнення |
| ----------------------------- | ----------------------------------------------------------------- | ------------ | --------------- |
| Нечай Надія Михайлівна        | Сільський голова, 1960 року народження, освіта, позапартійна      | 26.03.2006   | 31.10.2010      |
| Богатиренко Сергій Михайлович | Сільський голова, 1964 року народження, освіта вища, безпартійний | 31.10.2010   |                 |

Примітка: таблиця складена за даними джерела